# Rodin Younessi
Rodin Younessi (ur. 1 sierpnia 1969 w Palm Beach) – amerykański kierowca wyścigowy.

## Kariera
Younessi rozpoczął karierę w międzynarodowych wyścigach samochodowych w 2011 roku od startów w F2000 Championship Series oraz w klasie narodowej USF2000 National Championship. Z dorobkiem 368 punktów uplasował się na czwartej pozycji w końcowej klasyfikacji kierowców. W późniejszych latach Amerykanin pojawiał się także w stawce American Le Mans Series, Indy Lights, FIA World Endurance Championship, 24-godzinnego wyścigu Le Mans, Blancpain Endurance Series oraz Dunlop 24H Dubai.

## Wyniki w 24h Le Mans
| Rok  | Zespół                | Partnerzy                  | Samochód        | Klasa | Okr. | Poz. | Klasa Pos. |
| ---- | --------------------- | -------------------------- | --------------- | ----- | ---- | ---- | ---------- |
| 2013 | Boutsen Ginion Racing | Thomas Dagoneau Matt Downs | Oreca 03-Nissan | LMP2  | 300  | 32   | 11         |